# Edmond Kramer
Pour les articles homonymes, voir Kramer.
Edmond Kramer, né le 8 décembre 1906 et mort en avril 1945 aux Pâquis, est un footballeur international puis entraîneur suisse. Il évolue au poste d'ailier droit du milieu des années 1920 à la fin des années 1930.
Médaillé d'argent au tournoi de football des Jeux olympiques d'été de 1924 à Paris avec l'équipe de Suisse de football, il compte 10 sélections et 1 but avec la Nati. Il remporte également la Coupe de France de football 1928-1929 avec le SO Montpellier.
Ses deux frères Georges et Auguste Kramer ont également été internationaux.

## Carrière de joueur
| Saison    | Club                  | Division |
| 1924      | FC Cantonal Neuchâtel |          |
| 1924-1926 | FC Biel-Bienne        |          |
| 1926-1927 | Gallia Club Lunel     |          |
| 1927-1929 | SO Montpellier        |          |
| 1929-1930 | FC Sète               |          |
| 1930-1931 | Urania Genève Sport   |          |
| 1931-1932 | FC Lausanne-Sport     |          |
| 1932      | Servette FC           |          |
| 1933      | SC Nîmes              | D1       |
| 1933-1934 | OGC Nice              | D1       |
| 1934-1935 | AS Villeurbanne       | D2       |
| 1935-1936 | AS Villeurbanne       | D2       |
| 1936-1937 | Amiens AC             | D2       |
| 1937-1938 | Olympique alésien     | D2       |

## Palmarès
- Médaille d'argent au tournoi de football des Jeux olympiques d'été de 1924.
- Vainqueur de la Coupe de France de football 1928-1929 avec le SO Montpellier.

## Source
- Marc Barreaud, Dictionnaire des footballeurs étrangers du championnat professionnel français (1932-1997), l'Harmattan, 1997, page 51.